# Michael Karoli

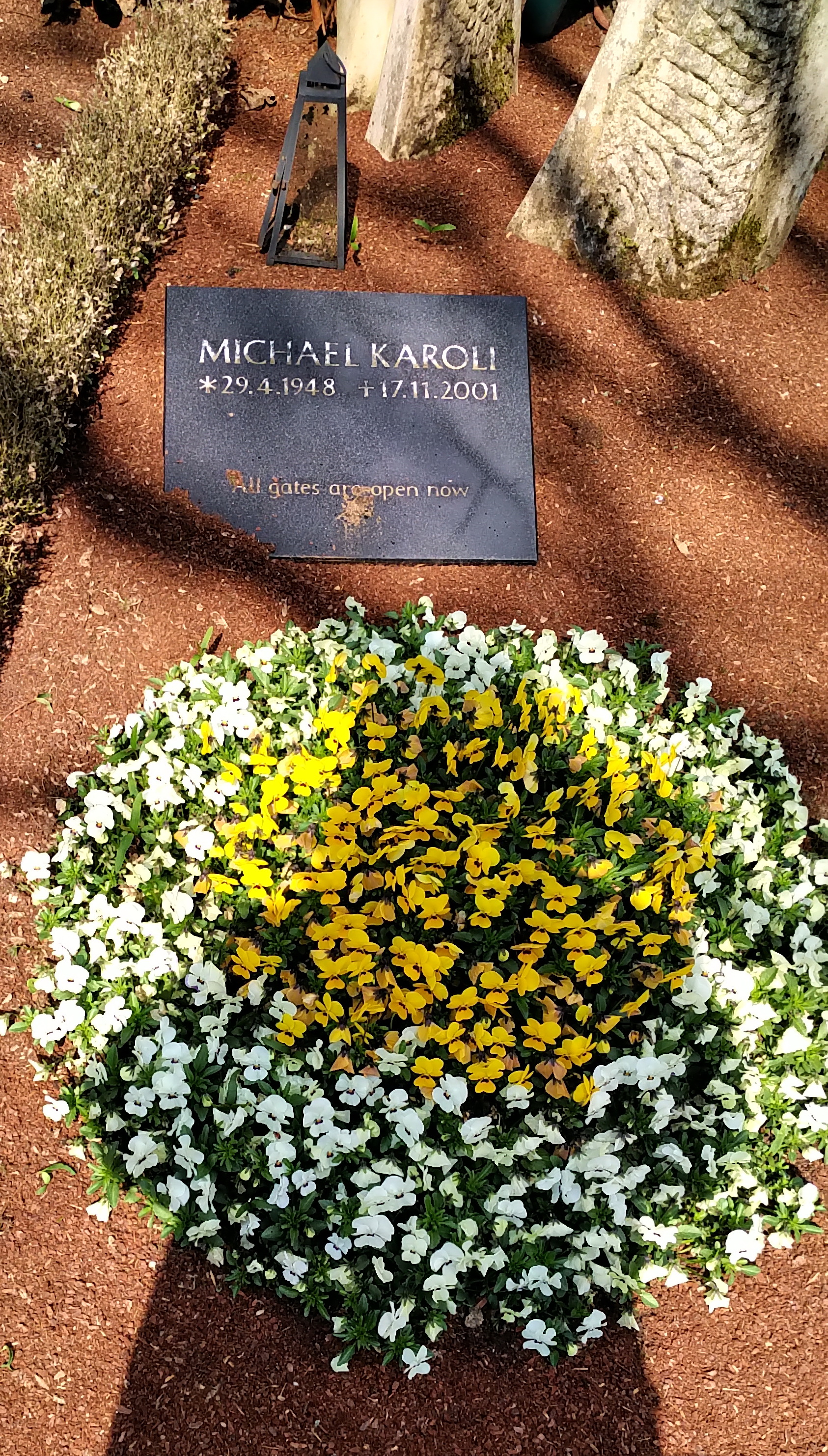
Grób Michaela Karoli na cmentarzu w Essen-Bredeney

Michael Karoli (ur. 29 kwietnia 1948 w Straubing, Bawaria, zm. 17 listopada 2001 w Essen) – niemiecki gitarzysta i kompozytor, przedstawiciel Krautrocka.

## Życiorys
Michael Karoli wychowywał się w rodzinnym mieście. Już jako dziecko uczył się gry na gitarze, skrzypcach i wiolonczeli. Szkołę średnią, uwieńczoną maturą, skończył w St. Gallen, w Szwajcarii. W czasie pobytu w Szwajcarii grywał w różnych zespołach szkolnych i studenckich. Po maturze podjął studia prawnicze, ale ich nie ukończył. Zaprzyjaźnił się z Holgerem Czukayem, który został jego nauczycielem gry na gitarze.
W 1968 Michael Karoli został członkiem grupy Can, w której do 1978 był gitarzystą a od 1974 również wokalistą, razem z Irminem Schmidtem.
Na początku 1975 poznał Shirley Argwings-Kodhek, z którą ożenił się w 1981 w Essen. W połowie lat 80. przenieśli się do Nicei, gdzie urodziła się im córka.
Po rozwiązaniu Can w 1978 Michael Karoli otworzył własne studio nagraniowe, Outer Space Studio w nieczynnej tłoczni oliwy w Alpach francuskich. W tym czasie eksperymentował z nowymi technikami nagraniowymi. W latach 1981–1986 zgłębiał tajniki afrykańskiego rytmu i tańca u Seniego Camary. Jednocześnie doskonalił swój warsztat kompozytorski. 
W 1984 dał Michael Karoli razem z Holgerem Czukayem, Jakim Liebezeitem i Jah Wobble kilka koncertów w Niemczech.
W latach 1977–1995 Michael Karoli brał udział jako gitarzysta i basista przy nagrywaniu różnych albumów Irmina Schmidta i Holgera Czukaya.
Z tym ostatnim współpracował w 1986 przy realizacji albumu Rite Time reaktywowanego zespołu Can. Równolegle zrealizował projekty muzyczne z innymi muzykami: 1987 album Charlatan - z belgijskim piosenkarzem Arno a w 1989 - album Flux & Mutability z Davidem Sylvianem (grał na flecie).
W 1992 Michael Karoli wziął udział w nagraniu kolejnego albumu Can, Last Night Sleep i napisał ścieżkę dźwiękową do filmu Wima Wendersa Aż na koniec świata.
Koniec lat 90. to wspólne koncerty z m.in. Damo Suzukim, Mani Neumeierem, Matthiasem Keulem, Mandjao.
Swój ostatni w życiu koncert Michael Karoli dał w 2001 w nowojorskim klubie "The Cooler". Wystąpili z nim także: Suicide, James Chance, Hvratsky, Lary 7 i Malcolm Mooney.
W 2001 Michael Karoli zmarł na raka, na którego zachorował kilka lat wcześniej, pod koniec 1998.